# El Pandu
El Pandu (spanisch Pando) ist ein Weiler in der Parroquia Pola de Laviana der Gemeinde Laviana in der autonomen Region Asturien in Spanien.

## Geographie
El Pandu ist ein Weiler mit einem Einwohner (2011). Es liegt auf 463 m. 
El Pandu ist drei Kilometer von Pola de Laviana, dem Hauptort der Gemeinde Laviana entfernt.

## Wirtschaft
Land- und Forstwirtschaft sowie der Abbau von Kohle und Eisen haben die Region seit Jahrhunderten geprägt.

## Klima
Angenehm milde Sommer mit ebenfalls milden, selten strengen Wintern. In den Hochlagen können die Winter durchaus streng werden.